# Barbagallo Raceway
O Barbagallo Raceway é um autódromo localizado em Neerabup, na Austrália Ocidental, o circuito foi inaugurado em 1969 e possui um traçado de 2.411 km.